# グナエウス・マルキウス・コリオラヌス
グナエウス・マルキウス・コリオラヌス（ガイウスとも。ラテン語: Gnaeus Marcius Coriolanus、紀元前519年頃 - 没年不詳)は、パトリキ (貴族)出身の共和政ローマの将軍。プルタルコスは『対比列伝』に彼の伝を立て、それを元にシェークスピアは悲劇『コリオレイナス』を書いており、ベートーヴェンも彼を題材に序曲『コリオラン』を書き上げている。

## 個人名
彼の個人名をティトゥス・リウィウスはグナエウスとしており、一方プルタルコスやディオニュシオスはガイウスとしている。グナエウスの省略形はCn.、ガイウスはC.で紛らわしく、どちらが正しいかは今となっては不明である。

## 略歴

### 生い立ち
プルタルコスに拠れば、彼は幼くして父を亡くし、女手一つで育てられた。優れた天性は持っていたが教育が行き届かず、頑固で妥協を知らない性格であったという。幼い頃から剣を共にし、疲れを知らぬ努力家と言われていた。

### 初陣
初陣は二十歳になろうかという紀元前499年頃に起こった、共和政ローマをラティウムの覇者とする事になるレギッルス湖畔の戦いであったという。彼は倒れた味方を庇って敵を打ち倒し、市民冠を与えられた。この名誉は彼を更なる名誉へと駆り立て、その名誉を母が喜ぶ事が彼のなによりの幸せであった。彼は父の分まで母に仕えようと、結婚してからも母と共に住んだという。

### 聖山事件
紀元前494年、ローマではプレブス (平民)が高利貸に苦しんでおり、パトリキとの対立が頂点に達した。暴動寸前となり兵役のボイコットに訴えるプレブスに対して、周辺のサビニ族やウォルスキ族らの攻撃が続き、パトリキはとりあえず妥協するものの、脅威が去れば元老院での強硬派が息を吹き返すの繰り返しで、独裁官ですら仲裁することが出来ず、ついにプレブスはローマを退去し、聖山に立て籠もって全てをボイコットし、最終的には護民官の設立を勝ち取った。コリオラヌスはこの妥協を苦々しく見ていた一人であったという。

### コリオリの勇者
翌紀元前493年、その年の執政官スプリウス・カッシウス・ウェケッリヌスはラティウム同盟との条約締結のためローマに残ったが、もう一人の執政官ポストゥムス・コミニウス・アウルンクスはウォルスキ族領へ攻め込み、コリオラヌスも従軍した。
連戦連勝のローマ軍は、ウォルスキ最大の街、コリオリを包囲した。しかし敵の援軍が続々到着して後背を突かれ、街からも挟撃される事態となり、アウルンクスは軍を二分して自らは援軍に当たり、ティトゥス・ラルキウス・フラウスに残りの軍を預けて包囲を継続させた。一旦は城内から繰り出す軍勢に押し返されたものの、それを見たコリオラヌスは城門に突入して暴れまわった。プルタルコスは大カトーの言葉を引き、手業だけでなくその大音声や姿形で敵を震え上がらせたとしており、リウィウスによれば城壁に火をかけて味方を勇気づけ、コリオリを陥落させた。執政官は彼に多大な褒賞を与えようとしたが、一頭の馬と奴隷の身に落とされていた個人的に友誼のあるウォルスキ人の身柄を救う事のみを希望し、人々は更に感嘆する事となった。この功績を讃えて後に「コリオラヌス (コリオリの勇者)」の二つ名が与えられたという。

### 対立と退去
ところでローマでは聖山事件の際にプレブスが種まきなどを怠ったために食糧不足に悩まされる事となったが、護民官はパトリキに責任転嫁して兵役の拒否を呼びかけた。それを見たコリオラヌスは手勢を率いてアンティウムに侵入して大いに略奪し、見せつけるかのように大量の戦利品と共に帰国して人々を悔しがらせたという。その後彼は執政官選挙に立候補した。当初その武勇から人々は彼に心が傾いていたが、投票当日になって元老院議員たちと共に乗り込んで来るのを見て、彼がパトリキびいきである事を思い出し不安に駆られ、結局は落選させた。そのことに元老院議員たちも憤慨したが、彼自身もまた誇りを甚く傷つけられ、プレブスに屈辱を受けたと感じたという。
リウィウスによれば、紀元前492年と翌491年は穀物を輸入することで辛うじてしのいでいた。ウォルスキ族の間で疫病が流行り、彼らが戦意を失っていた事もローマには幸いした。元老院ではこの穀物をどのように配分するかが話し合われたが、コリオラヌスはとりわけ強硬派で、護民官特権の剥奪などを要求する激烈な論陣を張った。プレブスも黙ってはおらず、護民官のルキウス・シキニウス・ウェッルトゥスは彼を告発した。パトリキもあらゆる手を尽くして仲裁を試みたが、リウィウスはコリオラヌスが裁判に出頭せずに有罪とされ亡命したとし、またプルタルコス(とディオニュシオス)はアンティウムの略奪品を国庫に入れなかった事などを指摘され、裁判の結果国外追放されたとしている。

### 策動
ローマを追放されたコリオラヌスは故国を恨み、復讐のためウォルスキ族の元へと飛び込んだ。彼を有名にしたのもウォルスキ族との戦いであり、仇敵同士ではあったが、その有力者の一人、アッティウス・トゥッリウスの庇護を得る事となり、ローマに一泡吹かせる機会を窺った。しかし、先年来の疫病と敗戦により彼らの戦意は落ちていたため、二人は相談して一計を案じた。
その頃ローマでは大競技会が執り行われたが、その夜ある男の夢にユーピテル神が現れた。曰く、競技に先立って踊る者が不快であったため、より盛大にしてやり直すべし。この事を人々に知らせるのをためらった男の息子が死に、自らも体が不自由になったため慌てて元老院に報告すると、たちどころに元の体に戻ったという。とにかくこの神託通りにするため、様々な人々が呼ばれる事となったが、トゥッリウスに率いられたウォルスキ族も参加する事になった。
トゥッリウスは競技前日、執政官と面会してこう告げた。ウォルスキの中に不穏な動きがある。以前サビニ族が暴れた事があったであろう。同じような事になっても不思議ではない。私は巻き込まれるのはごめんだ。そう告げると彼はローマから去ってしまった。執政官の報告を受けた元老院は、ウォルスキは夜までに退去すべしと決定した。ウォルスキの人々は驚き慌て、あまりのことに憤った。彼らがローマから出てくるのを待ち構えていたトゥッリウスはローマの非を鳴らし、やすやすと彼らの怒りに火をつけた。待ち望んだ復讐の時がやってきたのである。

### 復讐
ウォルスキ軍の司令官となったトゥッリウスとコリオラヌスは破竹の勢いで紀元前493年にローマに落とされた街々を取り戻し、更にはローマまで後わずかのクルウィリウスの溝まで迫った。そうして彼は、パトリキの土地には手を付けずに、プレブスのそれだけを襲撃させた。プレブス憎しの表れか、それとも離間策か。いずれにせよ、ローマではまたパトリキとプレブスの不和で混乱が生じた。紀元前488年、押し寄せるプレブスが口々に講和の使者を立てろと騒ぐのに圧され元老院は使節を送ったが、コリオラヌスはウォルスキ領の返還以外に応じる気はないとはねつけた。ディオニュシオスはこの使節に立った五人の名を挙げているが、ローマのピンチを救った英雄スプリウス・ラルキウス・ルフスを含め、いずれも執政官経験者ばかりであった。

### 嘆願

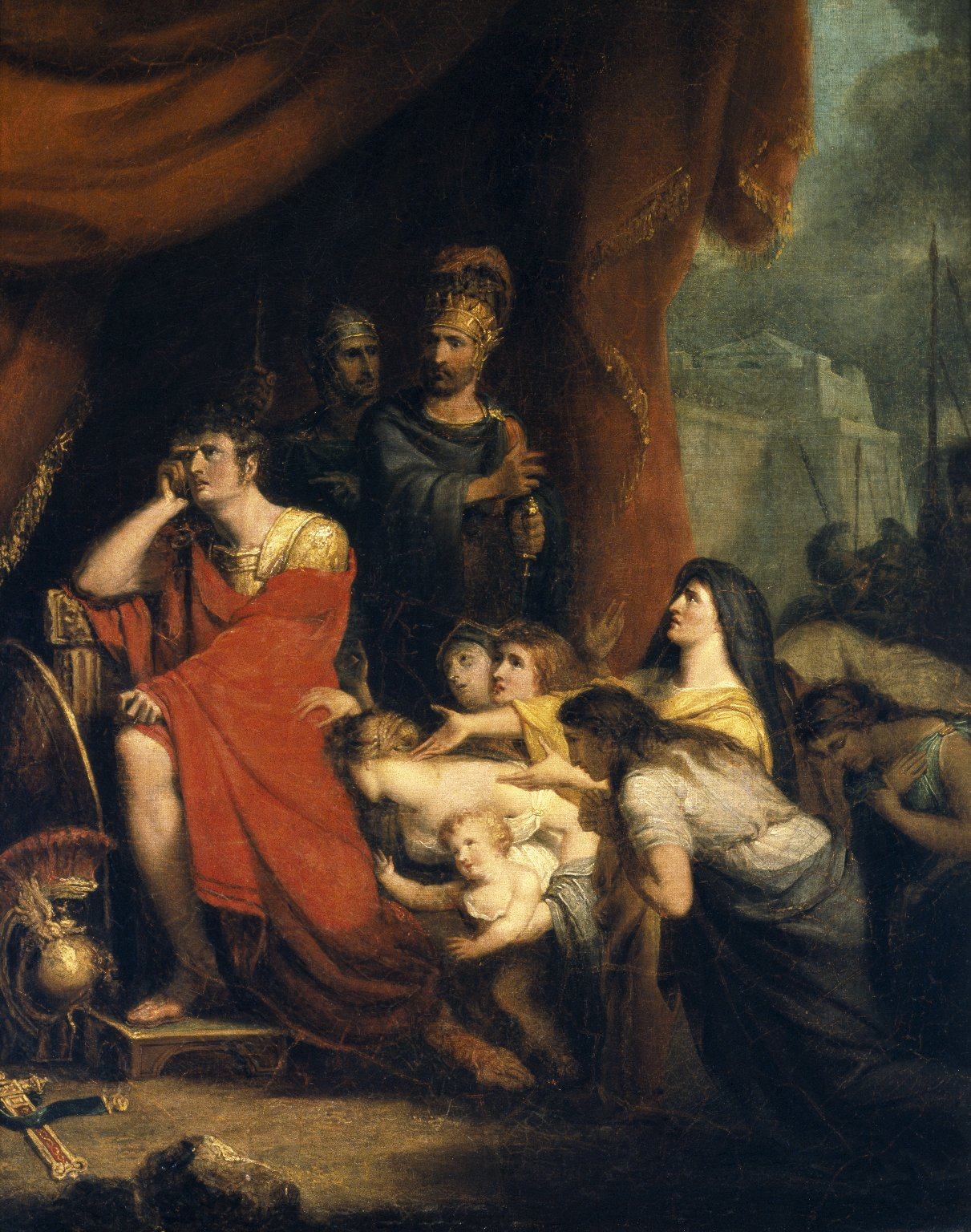
リチャード・ウェストール画、コリオラヌスを説得するウォルムニア (1800年)

そんな中、役に立たない男たちを尻目に、女たちに不思議な事が起こった。共和政ローマ樹立の立役者であり、民衆の友と愛されたプブリウス・ウァレリウス・プブリコラの妹ウァレリアが突然、神に突き動かされるかのように全ての女を引き連れ、コリオラヌスの母ウェトリアの家へと向かった。プルタルコスはこの様子をホメロスのオデュッセイアとイーリアスを引き格調高く説明しているが、女たちはウェトリアを説得し、コリオラヌスの妻ウォルムニアと息子たちと共に、コリオラヌスの元へと向かうこととなった。
頑ななコリオラヌスは女たちがやってきて、涙ながらに訴えるのにも動じなかったが、その中にウェトリアの姿があるのを認めると、最愛の母を抱きしめようと駆け寄った。しかし母は怒っていた。私は敵の元に来たのか、それとも息子の元に来たのか。切々と道理を説く母と、妻や息子、それに女たちが哀願する姿に、遂にコリオラヌスは折れ、家族としっかり抱擁した後、陣を引き払ったという

## その後

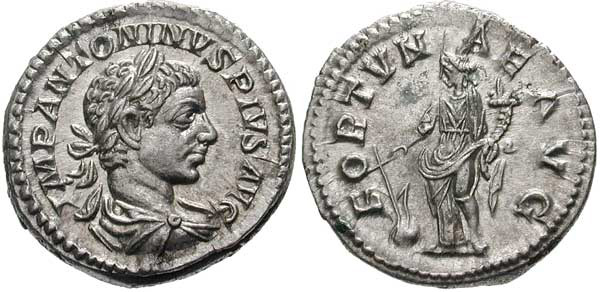
アントニウス・ピウス帝を刻したデナリウス銀貨。裏面(右)はフォルトゥナ女神

リウィウスは、コリオラヌスはこの後不遇のままこの世を去ったとし、他にも様々な説があるとしている。そしてこの出来事を記念して、フォルトゥナ・ムリエブリス (女性たちの幸運)神殿が建立されたという
プルタルコスも、女たちを称えるために元老院がフォルトゥナ神殿を建立したとし、女たちは自分たちでお金を出し合って神像を奉献し、その像がそれを良しとする言葉を発したと紹介している。しかしコリオラヌスはアンティウムに帰国後、嫉妬心に支配されたトゥッリウスに扇動された人々によって査問にかけられた。弁の立つ彼の言い分と功績に人々は納得しかけたが、その雰囲気を察した過激な一部の人間がコリオラヌスに襲いかかりその場で殺してしまった。人々は彼のために立派な葬儀を執り行い、ローマでもその知らせを受けた女たちの要望によって、十ヶ月の服喪を行ったという。
ディオニュシオスは、フォルトゥナ神殿の建立について、クルウィリウスの溝のあたりに作られ、その祭司としてウァレリアが選ばれ、コリオラヌスが撤退して丁度一年後の紀元前487年12月に最初の祭りを行い、神殿は翌年の7月に完成したとしている。コリオラヌスの死については諸説あるという。